# سه‌گوش پیشین گردن
سه‌گوش پیشین گردن یا مثلث قدامی گردن (انگلیسی: Anterior triangle of the neck) یکی از بخش‌ها در کالبدشناسی گردن است.
ضلع خلفی این سه‌گوش عبارت از کناره قدامی ماهیچه جناغی‌پستانکی (استرنوماستوئید)، ضلع فوقانی آن، کناره تحتانی آرواره (ماندیبول) و ضلع داخلی آن خط وسط در ناحیه گردن محسوب می‌شود. بنا بر این قاعده این مثلث در بالا و رأس آن در پائین قرار دارد و به سهم خود به مثلث‌های ذیل تقسیم می‌شود:
- سه‌گوش ماهیچه‌ای
- سه‌گوش کاروتید
- سه‌گوش زیرآرواره‌ای
- سه‌گوش زیرچانه‌ای